# Macroteleia cornuta
Macroteleia cornuta är en stekelart som beskrevs av Alan Parkhurst Dodd 1913. Macroteleia cornuta ingår i släktet Macroteleia och familjen Scelionidae. Inga underarter finns listade i Catalogue of Life.